# Cotesia depressithorax
Cotesia depressithorax är en stekelart som först beskrevs av Vladimir Ivanovich Tobias 1964.  Cotesia depressithorax ingår i släktet Cotesia och familjen bracksteklar. Inga underarter finns listade i Catalogue of Life.